# معتقد فخم
المعتقد الفخم هو فكرة أو رأي يمنح مكانة اجتماعية أرقى لأعضاء الطبقة العليا بتكلفة قليلة، بينما يلحق تكاليفًا بالأشخاص من الطبقات الدنيا.  غالبًا ما ينطبق هذا المصطلح على الأفراد ذوي الامتيازات الذين يُنظر إليهم على أنهم منفصلون عن التجارب الحياتية للأشخاص الفقراء والمهمشين. من المفترض أن هؤلاء الأفراد لديهم معتقدات سياسية واجتماعية تشير إلى مكانتهم النخبوية، ولكن يُزعم أن لها تأثيرات سلبية على الأشخاص الأقل نفوذًا.   إن ما يعتبر معتقدًا فخمًا ليس دائمًا ثابتًا وقد يختلف من شخص لآخر، ويعتبر المصطلح بشكل عام مثيرًا للجدل.